# Drapetis hottentoti
Drapetis hottentoti är en tvåvingeart som beskrevs av Smith 1969. Drapetis hottentoti ingår i släktet Drapetis och familjen puckeldansflugor. Inga underarter finns listade i Catalogue of Life.